# Cmentarz żydowski w Wolinie
Cmentarz żydowski w Wolinie – kirkut został założony w XIX wieku, prawdopodobnie w 1818 roku. Mieścił się na Srebrnym Wzgórzu (Silberberg) w północnej części miasta, w pobliżu torów kolejowych, pomiędzy przedłużeniem Fliess-Straße (dawniej Neue Straße, dziś okolice ulicy Prostej) a cieśniną Dziwną (Dievenow). Był więc mocno oddalony od centrum miasta. Cmentarz miał powierzchnię około 0,12 ha.
Ostatni pogrzeb na cmentarzu miał miejsce w 1939 lub 1944 roku, a najstarsza macewa pochodzi z 1922 roku. Przed rokiem 1945 kirkut ogrodzony był mocnym płotem z zamykaną bramą. W czasie II wojny światowej kirkut został jednak poważnie zdewastowany. Teren ten do dziś pozostał niezabudowany i znajduje się za niewielkim zagajnikiem. Używany jest przez mieszkańców jako miejsce składowania odpadów, zaś okoliczne ziemie przeznaczone są do celów rolniczych.